# Lijst van rijksmonumenten in Marrum
De plaats Marrum telt 9 inschrijvingen in het rijksmonumentenregister. Hieronder een overzicht. 
| Object                                                                                      | Oorspronkelijke functie?  | Bouwjaar                                                                            | Architect  | Locatie                                       | Coördinaten?                  | Nr.?   | Afbeelding        |
| ------------------------------------------------------------------------------------------- | ------------------------- | ----------------------------------------------------------------------------------- | ---------- | --------------------------------------------- | ----------------------------- | ------ | ----------------- |
| Kleilânsmole                                                                                | Industrie- en poldermolen | 1865 1974 (rest.) 2010 (rest.)                                                      |            | bij Hoge Herenweg 14                          | 53° 19' 22" NB, 5° 46' 41" OL | 15597  | Meer afbeeldingen |
| De Phenix                                                                                   | Industrie- en poldermolen | 1917                                                                                |            | bij Nieuweweg 3                               | 53° 19' 16" NB, 5° 49' 10" OL | 15602  | Meer afbeeldingen |
| Godeharduskerk (Hervormde kerk)                                                             | Kerk en kerkonderdeel     | begin 13e eeuw midden 16e eeuw (kap koor) 1802 (vensters) 1858 (toren en westgevel) |            | Hegebuorren 17                                | 53° 19' 20" NB, 5° 48' 7" OL  | 15634  | Meer afbeeldingen |
| Deels onderkelderd dorpshuis met omlijste ingang onder dwars schilddak met hoekschoorstenen | Woonhuis                  | waarsch. ca. 1840                                                                   |            | Langebuorren 7                                | 53° 19' 23" NB, 5° 48' 2" OL  | 15635  | Meer afbeeldingen |
| Groot blokvormig herenhuis net verdieping onder omlopend zadeldak met vier hoekschoorstenen | Woonhuis                  | 1832                                                                                |            | Langebuorren 8                                | 53° 19' 22" NB, 5° 48' 1" OL  | 15636  | Meer afbeeldingen |
| De Grote Molen                                                                              | Industrie- en poldermolen | 1845 gerest. in 1957-'58, 1965, 1968 en 1978-'79                                    |            | bij Ljouwerterdyk 1                           | 53° 19' 7" NB, 5° 47' 49" OL  | 15637  | Meer afbeeldingen |
| Ponga State                                                                                 | Boerderij                 | midden 18e eeuw 18e eeuw (schuur) 1868 (herb. romp) 1984-'85 (verb.)                |            | Miedwei 10                                    | 53° 19' 6" NB, 5° 48' 29" OL  | 15638  | Meer afbeeldingen |
| Stinsterrein                                                                                | Archeologisch monument    | middeleeuwen                                                                        |            | ten zuiden van de Miedwei net buiten het dorp | 53° 19' 5" NB, 5° 48' 27" OL  | 45534  | Upload foto       |
| Woonhuis met art-nouveaukenmerken in gewapend beton                                         | Woonhuis                  | 1911                                                                                | J. Mellema | Lage Herenweg 6                               | 53° 19' 30" NB, 5° 48' 7" OL  | 507148 | Meer afbeeldingen |